# Consell de guerra (Star Trek)
"Consell de guerra" (títol original en anglès "Court Martial") és el vintè episodi de la primera temporada de la sèrie de televisió de ciència-ficció estatunidenca Star Trek. Va ser escrit per Don M. Mankiewicz i Steven W. Carabatsos, dirigit per Marc Daniels, i es va emetre per primera vegada el 2 de febrer de 1967.
A l’episodi, el capità Kirk és jutjat acusat de negligència criminal després d'abandonar un grup d'investigació ocupat durant una emergència.

## Argument
L'USS Enterprise es troba a la Base Estelar 11 per reparacions després d'una tempesta d'ions. Durant la tempesta, el capità James T. Kirk es va veure obligat a expulsar un grup d'investigació que contenia el tinent comandant Benjamin Finney per evitar la destrucció del vaixell. Un grup de cerca no va poder trobar Finney. El Comodor Stone, comandant de la base, revisa els registres de la nau i descobreix que en Kirk va expulsar la beina mentre la nau estava en alerta groga i no en alerta vermella com afirmava Kirk. Stone acusa en Kirk de perjuri i l'adverteix que pot estar subjecte a un tribunal marcial.
Stone entrevista per primera vegada a Kirk en privat, preguntant-li sobre la seva història amb Finney. Kirk havia servit amb Finney a bord de l'USS Republic i va informar d'un error que Finney havia comès, fet que va fer que Finney fos increpat i enviat al final de la llista de promoció. Des d'aleshores, Finney ha culpat a Kirk d'haver obstaculitzat el seu avenç. Stone demana a Kirk que renunciï voluntàriament com a capità de l' Enterprise, però Kirk nega les acusacions i demana un judici.
En el judici, tant Spock com el Dr. McCoy defensa el personatge d'en Kirk, però testimonien els fets que Kirk tenia motius per molestar Finney i és impossible que el registre de l'ordinador de la nau estigui equivocat. La filla de Finney, Jame, mira. Samuel T. Cogley, l'advocat de Kirk, el posa a la grada, però de nou, el testimoni de Kirk contradiu els registres de l'ordinador, que inclouen un enregistrament visual que mostra en Kirk expulsant la beina mentre el vaixell estava en alerta groga. Durant un recés, Kirk li diu a Spock que podria vèncer el seu proper capità als escacs, donant-li una idea a Spock.
El Sr. Spock descobreix que és capaç de vèncer l'ordinador Enterprise diverses vegades a escacs tridimensionals, tot i haver donat a l'ordinador tot el seu coneixement del joc. Conclou que l'ordinador ha estat manipulat ja que el seu millor resultat hauria d'haver estat un empat. Spock arriba amb les seves conclusions abans que es pugui dictar el veredicte de la cort marcial, i Cogley fa un discurs apassionat sobre els drets de l'home enfront de la màquina, exigint que el tribunal es torni a reunir a bord de l' Enterprise. Un cop allà, Spock assenyala que només tres persones podrien haver alterat els registres de l'ordinador a bord de l'Enterprise: Kirk, ell mateix i Finney. Cogley suggereix que Finney no ha mort.
Després que la majoria de la tripulació sigui enviada a la Base Estelar 11, el Dr. McCoy utilitza un dispositiu auditiu sensible lligat a l'ordinador que pot detectar un batec del cor humà a bord del vaixell i emmascara els de tots els que se sap que romanen a bord. Queda un batec del cor, procedent de l'enginyeria. Kirk va allà per trobar a Finney, que dibuixa un faser i li informa que ha sabotejat la nau perquè surti de l'òrbita, matant a tots a bord. Kirk revela que la filla de Finney, Jame, també és a bord, confonent-lo i donant-li temps a Kirk per lluitar amb l'arma. Després que Finney estigui assegurat, Kirk repara els danys.
El capità Kirk és alliberat de tots els càrrecs i torna al seu servei.

## Repartiment i doblatge al català
La sèrie va ser doblada al català pels estudis Tecni-3 (primera part) i Diálogo (segona part) i emesa a TV3 l’any 1989. Els dobladors de l'episodi foren:
| Personatge                | Actor/actriu     | Veu en català                      |
| ------------------------- | ---------------- | ---------------------------------- |
| James T. Kirk             | William Shatner  | Jordi Boixaderas                   |
| Spock                     | Leonard Nimoy    | Isidre Sola i Llop                 |
| Montgomery Scott 'Scotty' | James Doohan     | Joan Carles Gustems Domènec Farell |
| Hikaru Sulu               | George Takei     | Jaume Nadal Enric Cusí             |
| Nyota Uhura               | Nichelle Nichols | Glòria Roig Azucena Díaz           |
| Christine Chapel          | Majel Barrett    | Ana Maria Mauri Rosa Gavin         |
| Comodor Stone             | Percy Rodriguez  | Enric Arquimbau                    |
| Samuel T. Cogley          | Elisha Cook Jr.  | Lluís Marco                        |
| Ben Finney                | Richard Webb     | Antonio Crespo                     |
| Jame Finney               | Alice Rawlings   | Ana Pallejà Garcia                 |

## Producció
El guió es titulava originalment "Court Martial on Star Base 11." El comentarista de Star Trek Keith DeCandido, escrivint per a Tor.com, va observar: "Aquest episodi va ser originalment encarregat pel productor Gene L. Coon com un episodi econòmic d'un sol set, i Don M. Mankiewicz li va oferir una història de la cort marcial, amb la intenció que tingués lloc íntegrament a la sala del tribunal. Tanmateix, la versió final del guió requeria que es construïssin diversos conjunts nous, per no parlar d'una pintura mat de Base Estel·lar 11." Per la versió final es van construir quatre conjunts nous: els quarters de Kirk a la base estel·lar, l'oficina del Comodor Stone, la barra de la base estel·lar i la mateixa sala del tribunal.
L'actor Richard Webb interpreta el personatge del tinent Ben Finney, de qui l'oficial Kirk fou acusat d'assassinar. Tot i que al llarg de l'episodi es fa referència al personatge com " Tinent Comandant", la insígnia de l'uniforme que porta és d'un "Comandant" complet.
Elisha Cook Jr. va tenir dificultats per memoritzar les seves llargues apel·lacions dramàtiques al tribunal. Molts dels seus discursos al guió no estan presents a la versió emesa, i alguns dels que es van filmar sovint l'allunyen davant les reaccions dels tribunals i dels espectadors.
Aquest és el primer episodi que es refereix a l'organització de la qual formen part els personatges principals com a Flota Estel·lar i la part superior de la jerarquia és Comandament de la Flota Estel·lar. També és la primera aparició d'una base estel·lar a la sèrie. Anteriorment, el nom del servei de l’Enterprise havia variat, com ara "La consciència del rei", on es coneixia com "el Servei Estel·lar".

## Recepció
Zack Handlen de The A.V. Club va donar a l'episodi una qualificació "B-", afirmant que el potencial de mantenir Kirk a uns estàndards alts a la història es redueix, ja que la seva "fal·libilitat mai és realment el problema".
DeCandido va trobar moltes de les accions de l'episodi com a procedimentalment incorrectes.
El crític Darren Mooney tenia sentiments contradictoris sobre "Consell de guerra" com el primer episodi de l'univers de Star Trek que va mostrar una història de la sala de tribunals: "Tot i que la seva influència és absolutament massiva, Consell de guerra  segueix sent un episodi problemàtic." Entre els seus defectes, va escriure Mooney, hi ha l’"embolic" d'un guió que s'havia de reescriure.
Michelle Erica Green va escriure que l'episodi "no guanyarà cap Emmy pel drama legal, però aguanta força bé."
La llista d’Io9 del 2014 dels 100 millors episodis de Star Trek va situar "Consell de guerra" com el 89è millor episodi de totes les sèries fins aleshores, de més de 700 episodis.
El 2019, Nerdist va incloure aquest episodi a la seva guia de marató de sèries "Best of Kirk".